# Goera arisudana
Goera arisudana är en nattsländeart som beskrevs av Schmid 1991. Goera arisudana ingår i släktet Goera och familjen grusrörsnattsländor. Inga underarter finns listade i Catalogue of Life.